# 엘리자베스 트리센나

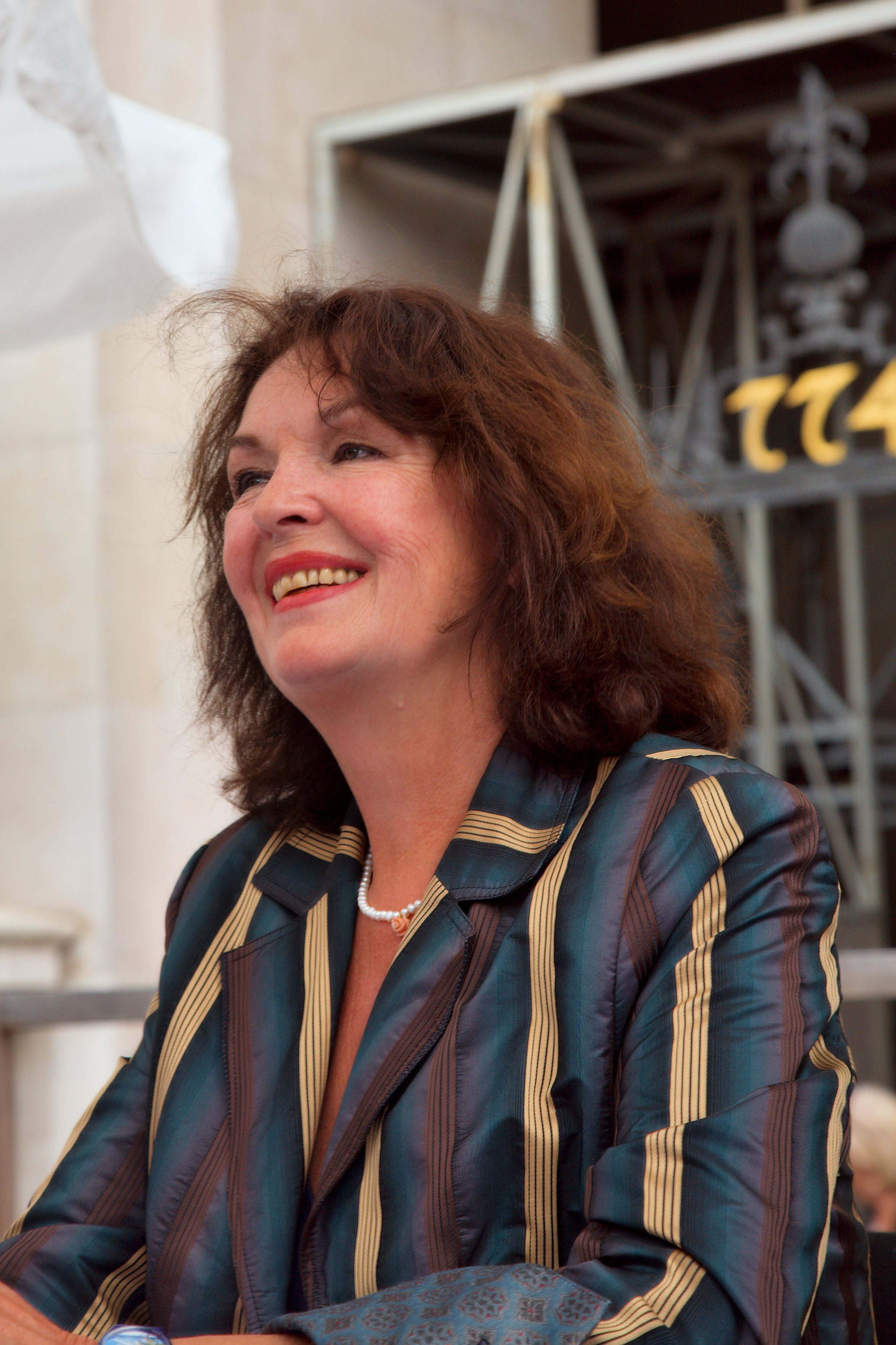

엘리자베스 트리센나(Elisabeth Trissenaar, 1944년 4월 13일~2024년 1월 14일)는 오스트리아의 연극 배우, 영화배우이다.
빈에서 태어났다.

## 영화
- 루겐(2014년)
- 아이브 네버 빈 해피어(2009년)
- 콜드 이즈 더 브리스 오브 이브닝(2000년)
- 마리오와 마법사(1994년)
- 파니 핑크(1994년)
- 전장의 로망스(1985년)
- 아이 원트 유(1983년)
- 베를린 알렉산더 광장(1980년)
- 마리아 브라운의 결혼(1979년)
- 13달인 어느 해에(1978년)
- 볼비저(1977년)